# Požár v domově pro hendikepované ve Vejprtech
Dne 19. ledna 2020 v ranních hodinách došlo k tragickému požáru v domově pro hendikepované ve městě Vejprty v Ústeckém kraji. K požáru došlo ve společenském pokoji centra Kavkaz, následkem požáru přišlo 8 klientů domova o život. Dům provozuje Městská správa sociálních služeb Vejprty. Spolu s požárem hotelu Olympik se jedná o třetí nejhorší požár v historii samostatné České republiky. 

## Průběh tragédie
Požár vypukl 19. ledna 2020 po 4. hodině ranní ve společenské místnosti. Na místo jako první dorazil sbor místních dobrovolných hasičů. Na místo bohužel nemohli dorazit profesionální hasiči z Německa, ačkoliv to měli místu tragédie nejblíže, na místo nemohl dorazit kvůli nepříznivému počasí ani záchranářský vrtulník z Prahy. Po páté hodině na místo dorazili záchranáři z Čech i Německa. Záchranáři zraněné rozvezli do nemocnic v Chomutově, Mostu a v Kadani.

## Příčiny požáru
Příčinou požáru byla manipulace s ohněm. Za místo vzniku požáru byl vyšetřovateli označen gauč ve společenské místnosti. Policie prozatímně požár vyšetřuje jako obecné ohrožení z nedbalosti. Vyšetřovatelé vyloučili, že by za požárem stál někdo zvenčí, kdo do domova neměl přístup. Vedení domova pro hendikepované podezírá z úmyslného zapálení tři své klienty. Jako viník požáru byl označen klient sociální služby, který zapálil polštář ve společenské místnosti. Znalecký posudek označil klienta za nepříčetného a jeho stíhání bylo zastaveno. Státní zastupitelstvo navrhlo jeho umístění do zabezpečovací detence.
Dne 29. února 2024 podalo státní zastupitelství žalobu za obecné ohrožení z nedbalosti na Viktora Koláčka, ředitele Městské správy sociálních služeb ve Vejprtech.

## Následky
Následkem požáru zemřelo 8 klientů domova, další čtyři lidé mají vážná zranění. Při požáru utrpělo zranění dalších přibližně 30 lidí, většinou se nadýchali zplodin. Dům je určen osobám od 18 do 64 let věku, s lehkým, středním i těžkým stupněm mentálního postižení, popř. s kombinovanými vadami. Kromě klientů musel být do nemocnice odvezen i místostarosta města Vlastimír Volín (STAN), který přispěchal na pomoc mezi prvními.

## Dozvuky a opatření
Požáru si všimla i zahraniční média. Na místo požáru přijel i Andrej Babiš, který slíbil pomoc vlády. Pomoc nabídl i Ústecký kraj a okolní obce. Prezident Miloš Zeman oznámil, že 28. října 2020 vyznamená jednoho ze zasahujících policistů, který skončil po zásahu v nemocnici. Starostka Jitka Gavdunová (ODS) také vyzdvihla jednání místostarosty Vlastimíra Volína, který kvůli záchraně životů skončil na nemocničním lůžku.